# Qatar 1812 km 2025

Tor Losail International Circuit

Qatar 1812 km 2025 – długodystansowy wyścig samochodowy, który odbył się 28 lutego 2025 roku na torze Losail International Circuit jako inauguracyjny runda sezonu 2025 serii FIA World Endurance Championship.

## Uczestnicy
Lista startowa została zaprezentowana 12 lutego 2025 roku i zawierała 36 zgłoszeń w dwóch kategoriach – po 18 w kategoriach Hypercar oraz LMGT3.

## Harmonogram
| Dzień               | Godzina | Sesja                                     | Długość               |
| ------------------- | ------- | ----------------------------------------- | --------------------- |
| Środa, 26 lutego    | 11:30   | Pierwsza sesja treningowa                 | 90 minut              |
| Środa, 26 lutego    | 16:50   | Druga sesja treningowa                    | 90 minut              |
| Czwartek, 27 lutego | 12:00   | Trzecia sesja treningowa                  | 60 minut              |
| Czwartek, 27 lutego | 17:00   | Sesja kwalifikacyjna – LMGT3              | 12 minut              |
| Czwartek, 27 lutego | 17:20   | Sesja kwalifikacyjna Hyperpole – LMGT3    | 12 minut              |
| Czwartek, 27 lutego | 17:40   | Sesja kwalifikacyjna – Hypercar           | 10 minut              |
| Czwartek, 27 lutego | 18:00   | Sesja kwalifikacyjna Hyperpole – Hypercar | 10 minut              |
| Piątek, 28 lutego   | 14:00   | Wyścig                                    | 1812 km lub 10 godzin |
| Źródło:             |         |                                           |                       |

## Sesje treningowe
| Klasa          | Zespół                       | Samochód               | Czas           | Okr.           |
| Sesja pierwsza | Sesja pierwsza               | Sesja pierwsza         | Sesja pierwsza | Sesja pierwsza |
| -------------- | ---------------------------- | ---------------------- | -------------- | -------------- |
| Hypercar       | #51 Ferrari AF Corse         | Ferrari 499P           | 1:42,123       | 37             |
| LMGT3          | #78 Akkodis ASP Team         | Lexus RC F LMGT3       | 1:55,623       | 35             |
| Sesja druga    |                              |                        |                |                |
| Hypercar       | #12 Cadillac Hertz Team JOTA | Cadillac V-Series.R    | 1:39,601       | 44             |
| LMGT3          | #95 United Autosports        | McLaren 720S LMGT3 Evo | 1:54,557       | 43             |
| Sesja trzecia  |                              |                        |                |                |
| Hypercar       | #50 Ferrari AF Corse         | Ferrari 499P           | 1:39,484       | 28             |
| LMGT3          | #95 United Autosports        | McLaren 720S LMGT3 Evo | 1:54,569       | 24             |

## Kwalifikacje
Pole position w każdej kategorii oznaczone jest pogrubieniem. Najszybsze okrążenie w sesjach kwalifikacyjnych również oznaczone jest pogrubieniem.
| Poz.    | Klasa    | Zespół                       | Kwalifikacje | Hyperpole | Poz. s. |
| ------- | -------- | ---------------------------- | ------------ | --------- | ------- |
| 1       | Hypercar | #51 Ferrari AF Corse         | 1:38,587     | 1:38,359  | 1       |
| 2       | Hypercar | #15 BMW M Team WRT           | 1:39,316     | 1:38,495  | 2       |
| 3       | Hypercar | #50 Ferrari AF Corse         | 1:38,609     | 1:38,692  | 3       |
| 4       | Hypercar | #12 Cadillac Hertz Team JOTA | 1:39,115     | 1:38,723  | 4       |
| 5       | Hypercar | #38 Cadillac Hertz Team JOTA | 1:39,616     | 1:39,036  | 5       |
| 6       | Hypercar | #20 BMW M Team WRT           | 1:39,236     | 1:39,146  | 6       |
| 7       | Hypercar | #7 Toyota Gazoo Racing       | 1:39,720     | 1:39,279  | 7       |
| 8       | Hypercar | #83 AF Corse                 | 1:39,326     | 1:39,299  | 8       |
| 9       | Hypercar | #35 Alpine Endurance Team    | 1:39,629     | 1:39,506  | 9       |
| 10      | Hypercar | #93 Peugeot TotalEnergies    | 1:39,926     | 1:39,674  | 10      |
| 11      | Hypercar | #5 Porsche Penske Motorsport | 1:39,946     |           | 11      |
| 12      | Hypercar | #94 Peugeot TotalEnergies    | 1:40,032     | 12        |         |
| 13      | Hypercar | #6 Porsche Penske Motorsport | 1:40,363     | 13        |         |
| 14      | Hypercar | #36 Alpine Endurance Team    | 1:40,364     | 14        |         |
| 15      | Hypercar | #99 Proton Competition       | 1:41,421     | 15        |         |
| 16      | Hypercar | #007 Aston Martin THOR Team  | 1:41,766     | 16        |         |
| 17      | Hypercar | #8 Toyota Gazoo Racing       | 1:46,289     | 17        |         |
| 18      | Hypercar | #009 Aston Martin THOR Team  | —            | 18        |         |
| 19      | LMGT3    | #95 United Autosports        | 1:54,851     | 1:54,239  | 19      |
| 20      | LMGT3    | #59 United Autosports        | 1:55,248     | 1:54,478  | 20      |
| 21      | LMGT3    | #78 Akkodis ASP Team         | 1:54,924     | 1:54,484  | 21      |
| 22      | LMGT3    | #54 Vista AF Corse           | 1:56,180     | 1:54,594  | 22      |
| 23      | LMGT3    | #21 Vista AF Corse           | 1:55,482     | 1:54,609  | 23      |
| 24      | LMGT3    | #87 Akkodis ASP Team         | 1:55,477     | 1:54,658  | 24      |
| 25      | LMGT3    | #27 Heart Of Racing Team     | 1:56,071     | 1:54,755  | 25      |
| 26      | LMGT3    | #46 Team WRT                 | 1:55,949     | 1:54,989  | 26      |
| 27      | LMGT3    | #81 TF Sport                 | 1:56,248     | 1:55,424  | 27      |
| 28      | LMGT3    | #88 Proton Competition       | 1:56,368     | 1:55,432  | 28      |
| 29      | LMGT3    | #92 Manthey 1ST Phorm        | 1:56,434     |           | 29      |
| 30      | LMGT3    | #10 Racing Spirit of Léman   | 1:56,618     | 30        |         |
| 31      | LMGT3    | #33 TF Sport                 | 1:56,699     | 31        |         |
| 32      | LMGT3    | #31 The Bend Team WRT        | 1:56,869     | 32        |         |
| 33      | LMGT3    | #85 Iron Dames               | 1:57,156     | 33        |         |
| 34      | LMGT3    | #77 Proton Competition       | 1:57,274     | 34        |         |
| 35      | LMGT3    | #61 Iron Lynx                | 1:58,554     | 35        |         |
| 36      | LMGT3    | #60 Iron Lynx                | 1:59,194     | 36        |         |
| Źródła: |          |                              |              |           |         |

## Wyścig

### Wyniki
Minimum do bycia sklasyfikowanym (70 procent dystansu pokonanego przez zwycięzców wyścigu) wyniosło 222 okrążenia. Zwycięzcy klas są oznaczeni pogrubieniem.
| Poz.              | Klasa                  | Zespół                                            | Kierowcy                                              | Samochód                       | Opony | Okr. | Czas/Strata   |
| ----------------- | ---------------------- | ------------------------------------------------- | ----------------------------------------------------- | ------------------------------ | ----- | ---- | ------------- |
| 1                 | Hypercar               | #50 Ferrari AF Corse                              | Antonio Fuoco Miguel Molina Nicklas Nielsen           | Ferrari 499P                   | M     | 318  | 10:01:39,098  |
| 2                 | Hypercar               | #83 AF Corse                                      | Robert Kubica Yifei Ye Philip Hanson                  | Ferrari 499P                   | M     | 318  | +2,348        |
| 3                 | Hypercar               | #51 Ferrari AF Corse                              | Alessandro Pier Guidi James Calado Antonio Giovinazzi | Ferrari 499P                   | M     | 318  | +2,677        |
| 4                 | Hypercar               | #15 BMW M Team WRT                                | Dries Vanthoor Raffaele Marciello Kevin Magnussen     | BMW M Hybrid V8                | M     | 318  | +9,907        |
| 5                 | Hypercar               | #8 Toyota Gazoo Racing                            | Sébastien Buemi Brendon Hartley Ryō Hirakawa          | Toyota GR010 Hybrid            | M     | 318  | +19,628       |
| 6                 | Hypercar               | #7 Toyota Gazoo Racing                            | Mike Conway Kamui Kobayashi Nyck de Vries             | Toyota GR010 Hybrid            | M     | 318  | +23,266       |
| 7                 | Hypercar               | #20 BMW M Team WRT                                | René Rast Robin Frijns Sheldon van der Linde          | BMW M Hybrid V8                | M     | 318  | +36,388       |
| 8                 | Hypercar               | #12 Cadillac Hertz Team JOTA                      | Alex Lynn Norman Nato Will Stevens                    | Cadillac V-Series.R            | M     | 318  | +37,756       |
| 9                 | Hypercar               | #93 Peugeot TotalEnergies                         | Paul di Resta Mikkel Jensen Jean-Éric Vergne          | Peugeot 9X8                    | M     | 318  | +1:29,683     |
| 10                | Hypercar               | #5 Porsche Penske Motorsport                      | Julien Andlauer Michael Christensen Mathieu Jaminet   | Porsche 963                    | M     | 317  | +1 okrążenie  |
| 11                | Hypercar               | #6 Porsche Penske Motorsport                      | Kévin Estre Laurens Vanthoor Matt Campbell            | Porsche 963                    | M     | 317  | +1 okrążenie  |
| 12                | Hypercar               | #94 Peugeot TotalEnergies                         | Loïc Duval Malthe Jakobsen Stoffel Vandoorne          | Peugeot 9X8                    | M     | 317  | +1 okrążenie  |
| 13                | Hypercar               | #36 Alpine Endurance Team                         | Jules Gounon Frédéric Makowiecki Mick Schumacher      | Alpine A424                    | M     | 317  | +1 okrążenie  |
| 14                | Hypercar               | #35 Alpine Endurance Team                         | Paul-Loup Chatin Ferdinand Habsburg Charles Milesi    | Alpine A424                    | M     | 317  | +1 okrążenie  |
| 15                | Hypercar               | #99 Proton Competition                            | Neel Jani Nico Pino Nicolás Varrone                   | Porsche 963                    | M     | 314  | +4 okrążenia  |
| 16                | Hypercar               | #38 Cadillac Hertz Team JOTA                      | Earl Bamber Sébastien Bourdais Jenson Button          | Cadillac V-Series.R            | M     | 307  | +11 okrążeń   |
| 17                | Hypercar               | #009 Aston Martin THOR Team                       | Alex Riberas Marco Sørensen Roman De Angelis          | Aston Martin Valkyrie          | M     | 295  | +23 okrążenia |
| 18                | LMGT3                  | #33 TF Sport                                      | Ben Keating Jonny Edgar Daniel Juncadella             | Corvette Z06 LMGT3.R           | G     | 287  | +31 okrążeń   |
| 19                | LMGT3                  | #59 United Autosports                             | James Cottingham Sébastien Baud Grégoire Saucy        | McLaren 720S LMGT3 Evo         | G     | 287  | +31 okrążeń   |
| 20                | LMGT3                  | #31 The Bend Team WRT                             | Yasser Shahin Timur Bogusławskij Augusto Farfus       | BMW M4 LMGT3                   | G     | 286  | +32 okrążenia |
| 21                | LMGT3                  | #78 Akkodis ASP Team                              | Arnold Robin Finn Gehrsitz Ben Barnicoat              | Lexus RC F LMGT3               | G     | 286  | +32 okrążenia |
| 22                | LMGT3                  | #21 Vista AF Corse                                | François Hériau Simon Mann Alessio Rovera             | Ferrari 296 LMGT3              | G     | 286  | +32 okrążenia |
| 23                | LMGT3                  | #27 Heart Of Racing Team                          | Ian James Zacharie Robichon Mattia Drudi              | Aston Martin Vantage AMR LMGT3 | G     | 286  | +32 okrążenia |
| 24                | LMGT3                  | #95 United Autosports                             | Darren Leung Sean Gelael Marino Satō                  | McLaren 720S LMGT3 Evo         | G     | 286  | +32 okrążenia |
| 25                | LMGT3                  | #54 Vista AF Corse                                | Thomas Flohr Francesco Castellacci Davide Rigon       | Ferrari 296 LMGT3              | G     | 285  | +33 okrążenia |
| 26                | LMGT3                  | #10 Racing Spirit of Léman                        | Derek DeBoer Eduardo Barrichello Valentin Hasse-Clot  | Aston Martin Vantage AMR LMGT3 | G     | 285  | +33 okrążenia |
| 27                | LMGT3                  | #88 Proton Competition                            | Stefano Gattuso Giammarco Levorato Dennis Olsen       | Ford Mustang LMGT3             | G     | 285  | +33 okrążenia |
| 28                | LMGT3                  | #46 Team WRT                                      | Ahmad Al Harthy Valentino Rossi Kelvin van der Linde  | BMW M4 LMGT3                   | G     | 284  | +34 okrążenia |
| 29                | LMGT3                  | #92 Manthey 1ST Phorm                             | Ryan Hardwick Riccardo Pera Richard Lietz             | Porsche 911 GT3 R LMGT3 (992)  | G     | 284  | +34 okrążenia |
| 30                | LMGT3                  | #85 Iron Dames                                    | Célia Martin Rahel Frey Michelle Gatting              | Porsche 911 GT3 R LMGT3 (992)  | G     | 282  | +36 okrążeń   |
| Niesklasyfikowani |                        |                                                   |                                                       |                                |       |      |               |
|                   | LMGT3                  | #60 Iron Lynx                                     | Claudio Schiavoni Matteo Cressoni Matteo Cairoli      | Mercedes-AMG LMGT3             | G     | 194  |               |
| Nie ukończyli     |                        |                                                   |                                                       |                                |       |      |               |
|                   | Hypercar               | #007 Aston Martin THOR Team                       | Harry Tincknell Tom Gamble Ross Gunn                  | Aston Martin Valkyrie          | M     | 181  |               |
| LMGT3             | #77 Proton Competition | Bernardo Sousa Ben Tuck Benjamin Barker           | Ford Mustang LMGT3                                    | G                              | 148   |      |               |
| LMGT3             | #61 Iron Lynx          | Christian Ried Lin Hodenius Maxime Martin         | Mercedes-AMG LMGT3                                    | G                              | 59    |      |               |
| LMGT3             | #81 TF Sport           | Tom van Rompuy Rui Andrade Charlie Eastwood       | Corvette Z06 LMGT3.R                                  | G                              | 27    |      |               |
| LMGT3             | #87 Akkodis ASP Team   | Răzvan Umbrărescu Clemens Schmid José María López | Lexus RC F LMGT3                                      | G                              | 15    |      |               |

### Statystyki

#### Najszybsze okrążenie
| Klasa    | Kierowca              | Zespół                | Czas     | Okr. |
| -------- | --------------------- | --------------------- | -------- | ---- |
| Hypercar | Alessandro Pier Guidi | #51 Ferrari AF Corse  | 1:41,259 | 141  |
| LMGT3    | Grégoire Saucy        | #59 United Autosports | 1:54,048 | 267  |
| Źródło   |                       |                       |          |      |